# Wild Cherry
I Wild Cherry sono stati un gruppo musicale statunitense, conosciuto per il loro maggiore successo Play That Funky Music.

## Storia del gruppo

### Gli inizi
Nel 1970 Rob Parissi, cantante e chitarrista cresciuto nella città industriale di Mingo Junction, Ohio, fondò i Wild Cherry nella vicina Steubenville. Il nome della band fu ispirato da una confezione di pastiglie per la tosse che Parissi stava assumendo dopo un breve ricovero. La band iniziò ad esibirsi nella Ohio Valley, nel nord del Virginia Occidentale e fino a Pittsburgh, Pennsylvania. La formazione originale comprendeva: Ben Difabbio (percussioni e voce), Louie Osso (chitarra e voce), Larry Brown, (basso e voce, Larry Mader (tastiere e voce), oltre allo stesso Rob Parissi. Con il tempo i membri cambiarono: Osso, Brown, e Bader lasciarono la band e il cugino di Parissi, Coogie Stoddart (chitarra e voce), Joe Buchmelter (basso) e Buckie Lusk (basso) subentrarono (Buchmelter abbandonò negli anni ‘70).
Prima  di Play That Funky Music furono autoprodotti alcuni singoli, tra i quali You Can Be High (But Lay Low) e Something Special On Your Mind nel 1971. In questa fase la musica era rock e non ancora funk. In seguito i Wild Cherry ottennero un contratto con la Brown Bag Records, etichetta di proprietà di Terry Knight (il cui primo gruppo, i Terry Knight And The Pack Fame, con lo stesso Knight passato da componente a produttore, erano diventati i Grand Funk Railroad). Alcuni demo e singoli furono distribuiti dalla United Artists nel 1973, tra cui Get Down e Show Me Your Badge.
La band si sciolse quando un Parissi disilluso sulle possibilità di successo abbandonò la scena per gestire una steakhouse; tuttavia, questi si rese conto in fretta che quella non era la vita che desiderava e decise di tentare con la musica un'ultima volta.

### Il successo
Parissi riformò la band con nuovi musicisti: Bryan Bassett (chitarra e voce), Ron Beitle (percussioni) e Allen Wentz (basso, tastiere e voce). Il quartetto si guadagnò una vasta platea di fans nell'area di Pittsburgh. Le richieste di suonare funk e disco erano continue: durante un'esibizione al Club 2001 di Pittsburgh, un gruppo di spettatori di colore salì sul palco e chiese alla band: «Are you white boys gonna play some funky music?» («Voi bianchi avete intenzione di suonare del funky?»). La frase, ripresa da Ron Beitle durante una riunione del gruppo, ispirò Rob Parissi che scrisse un testo sul blocchetto delle ordinazioni del bar. Il pezzo fu scritto in 5 minuti. Quando il gruppo entrò in studio per registrarla, il tecnico del suono Ken Hamann fu stupito dalle potenzialità del brano e lo portò alla Sweet City Records, distribuita dalla Epic Records: la major propose subito un contratto. Parissi aveva l'intenzione di inciderla come lato B di una cover dei Commodores I Feel Sanctified, ma la casa discografica ottenne che fosse il lato A. Durante la registrazione del primo album, Mark Avsec fu ingaggiato come tastierista per due brani (Nowhere To Run e The Lady Wants Your Money) e in seguito si unì alla formazione per il primo tour.
Play That Funky Music divenne una hit alla sua pubblicazione nel 1976, raggiunse il numero 1 delle classifiche pop e R&B della Billboard. Sia il singolo che l'album di debutto Wild Cherry guadagnarono il disco di platino. Play That Funky Music rimase al numero 1 della Billboard chart per 3 settimane. La band fu nominata Best Pop Group dell'anno da Billboard, ricevette un American Music Award per il miglior singolo R&B dell'anno e un paio di nomination al Grammy come miglior nuovo gruppo e miglior performance R&b. Esiste una versione di Play That Funky Music senza il termine "white boy" (sostituito da "yeah, funky music") pubblicata per le radio della Boston area, che all'inizio avevano censurato il brano.

### Gli ultimi anni
I successivi album del 1977, Electrified Funk e del 1978 I Love My Music non ebbero altrettanto successo: nessuno dei singoli estratti riuscì a entrare nella top 20, mentre quelli dell'ultimo album del 1979 non raggiunsero nemmeno la top 100.
Nel 1979 il gruppo si sciolse definitivamente.
In seguito Rob Parissi ha suonato con Bobby Caldwell, la Billy Squire's band, Ellie Greenwich e Jeff Kent. Come autore ha scritto Boys In The Attic per Ellen Foley e co-prodotto This Little Girl Is Mine con Gary U.S. Bonds e Bruce Springsteen. Tornato nella città natale di Mingo Junction per stare vicino alla propria famiglia, si è occupato di radio locali. Attualmente risiede a Tampa e a St. Petersburg (Florida) ed è un chitarrista di Smooth Jazz.
Nel 1990 il rapper Vanilla Ice campionò Play That Funky Music (il brano uscì con lo stesso titolo come lato B di Ice Ice Baby) senza accreditare Parissi che gli fece causa e ottenne 500.000 dollari per violazione della legge sul copyright.

## Discografia

### Album studio
- 1976 – Wild Cherry
- 1977 – Electrified Funk
- 1978 – I Love My Music
- 1979 – Only the Wild Survive

### Raccolte
- 2000 – Play the Funk
- 2002 – Super Hits

### Singoli
- 1972 – Get Down/Livin' & Lovin'
- 1973 – Show Me Your Badge/Bring Back the Fire
- 1976 – Play That Funky Music
- 1976 – I Feel Sanctified
- 1977 – Baby Don't You Know
- 1977 – Hold On (With Strings)
- 1977 – Hot to Trot (pubblicato anche come doppia facciata A con Play that Funky Music nel 1977)
- 1978 – 123 Kind of Love
- 1978 – This Old Heart of Mine
- 1979 – Try a Piece of My Love

### Promo
- 1972 – Get Down
- 1972 – Show Me Your Badge
- 1977 – Hold On (With Strings)
- 1979 – Don't Wait Too Long/Try a Piece of My Love

## Formazione
- Rob Parissi - voce, chitarra (1970–1979)
- Allen Wentz - basso (1975–1978)
- Bryan Bassett - chitarra (1975–1978)
- Ronald Beitle - batteria, percussioni (1975–1979)
- Mark Avsec - tastiere (1975–1979)
- Coogie Stoddart - chitarra, voce (1973–1975) and (1977–78)
- Donnie Iris - chitarra, voce (1978–1979)